# The absence of presence
The absence of presence is het zestiende studioalbum van Kansas. Het album werd opgenomen in de Real 2 Reel Studios in Jonesboro. Als muziekproducent traden drie leden van de band op, waaronder twee van de oprichters: Phil Ehart, Rich Williams met nieuwkomer Zak Rizvi. Ehart is daarbij ook nog eens manager van Kansas. Het album is het muzikaal vervolg op The prelude implicit. De muziek bestaat ook tijdens dit album uit progressieve rock met een stevige partij voor de (elektrische) viool; de personeelswisselingen lijken daarop geen invloed te hebben. Zoals gebruikelijk bij deze band heeft er tussen het vorige en dit album weer een wisseling in samenstelling opgetreden. Vertrokken is David Manion, nieuw is Tom Brislin, die jonger is dan de band zelf (Brislin 1973, Kansas 1970) en afkomstig uit de band The Sea Within. Het album is opgedragen aan Martha Ehart en Bill Turpin (baas van Real 2 Reel). 
The absence of presence zou volgens Progwereld gaan over de wereld tijdens smartphones; je bent er, maar eigenlijk ook weer niet.

## Musici
- Ronnie Platt – zang
- Rich Williams – elektrische en akoestische gitaar
- Zak Rizvi – elektrische gitaar, achtergrondzang
- Tom Brislin – toetsinstrumenten, zang (The song the river sang), achtergrondzang
- David Ragsdale – (elektrische) viool, achtergrondzang
- Billy Greer, basgitaar, achtergrondzang
- Phil Ehart – drumstel, percussie
- The resurrected nude from the waist down choir – achtergrondkoortje met leden en niet-leden

## Muziek
| Nr. | Titel                                                          | Duur |
| --- | -------------------------------------------------------------- | ---- |
| 1.  | The absence of presence (tekst: Brislin, Ehart; muziek: Rizvi) | 8:22 |
| 2.  | Throwing mountains (tekst: Brislin, Ehart; muziek: Rizvi)      | 6:18 |
| 3.  | Jets overhead (tekst: Brislin; muziek: Rizvi)                  | 5:17 |
| 4.  | Propulsion 1 (muziek: Brislin)                                 | 2:17 |
| 5.  | Memories down the line (tekst: Brislin; muziek: Brislin)       | 4:38 |
| 6.  | Circus of illusion (tekst: Platt; muziek: Rizvi)               | 5:19 |
| 7.  | Animals on the roof (tekst: Brislin, Ehart; muziek: Rizvi)     | 5:12 |
| 8.  | Never (tekst: Platt, Ehart; muziek: Rizvi)                     | 4:50 |
| 9.  | The song the river sang (tekst: Brislin; muziek: Brislin)      | 5:05 |

## Ontvangst
Ondanks de kritiekpunten (meer van hetzelfde) wist Kansas met dit album diverse albumlijsten te behalen met name in West-Europa, als was het maar voor met een notering van 1 of twee weken (Nederland: 1 week op 50, Vlaanderen: 1 week op 110). In de Billboard 200, het belangrijkste voor deze Amerikaanse band, stond het vier weken genoteerd met een hoogste positie op plaats 10.